# Neerijnen (dorp)
Neerijnen (uitspraakⓘ) is een klein dorp in de gemeente West Betuwe in de Nederlandse provincie Gelderland. Het dorp heeft 470 inwoners (2023).
Het Betuwse dorp is gelegen aan de rivier de Waal en is vooral bekend om het Kasteel Neerijnen. Binnen het kasteel was tot 2019 het gemeentehuis van de voormalige gelijknamige gemeente gevestigd. 
Kasteel Neerijnen is een kasteel en landgoed ten noorden van het dorp Neerijnen. Het kasteel is gebouwd omstreeks 1600.
In Neerijnen woonde tientallen jaren de vroegere acteur en poppenspeler Jozef van den Berg als kluizenaar.
Het dorp Neerijnen ligt op korte afstand van de rijswegen A2 en A15. Via de N830 bestaat er een snelle verbinding naar de snelwegen, en dus ook naar dichtbij gelegen plaatsen zoals Geldermalsen en Zaltbommel.

## Openbaar vervoer
Vanuit Varik zijn met de bus de stations van Station Tiel, Station Tiel Passewaaij en Station Zaltbommel bereikbaar.

## Monumenten
Een deel van Neerijnen is samen met Waardenburg een beschermd dorpsgezicht. 
Zie ook
- Lijst van rijksmonumenten in Neerijnen
- Lijst van gemeentelijke monumenten in Neerijnen

## Foto's

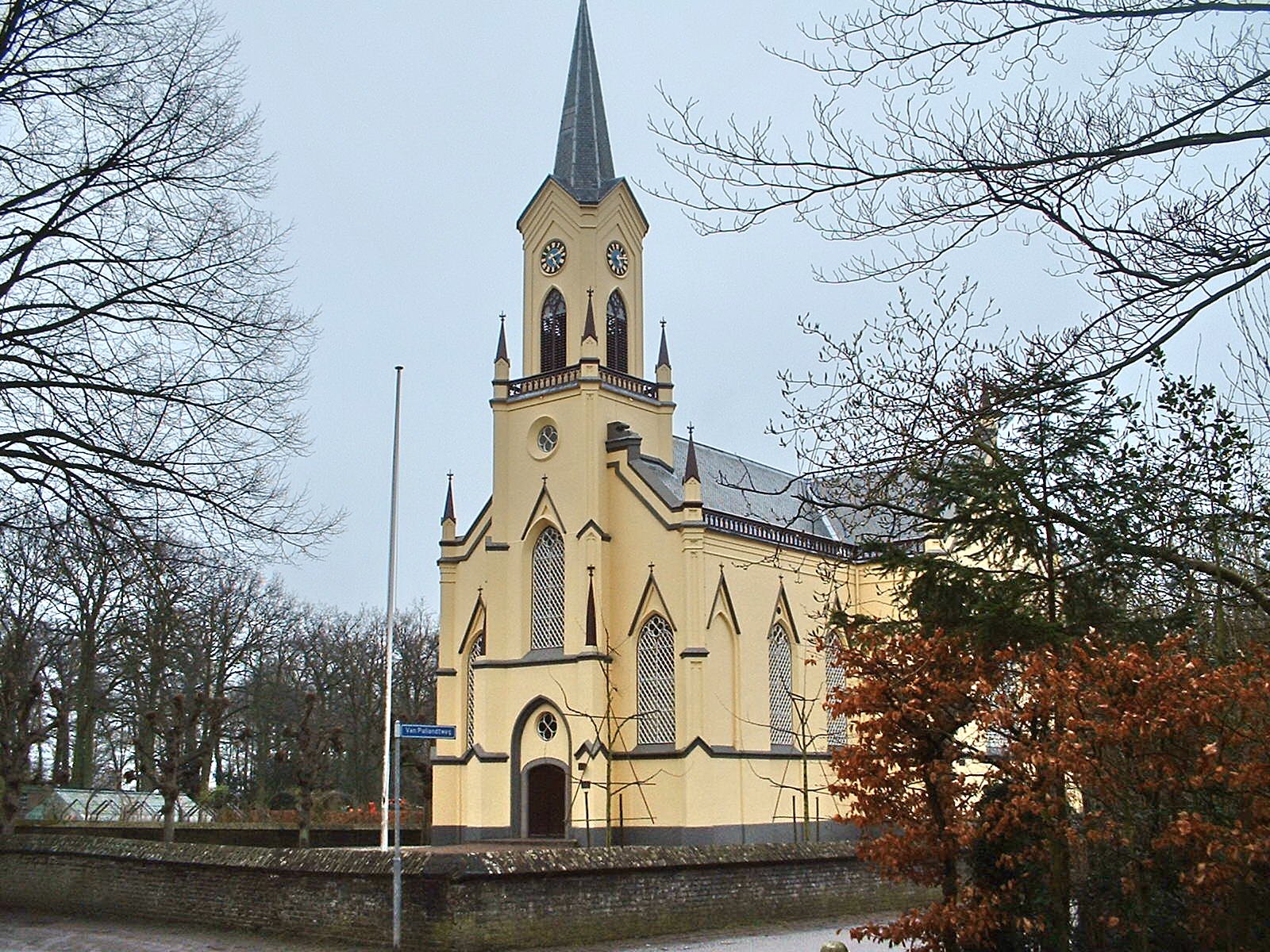
De hervormde kerk

Hoofdplaats: Geldermalsen

Steden: Asperen · Heukelum

Dorpen: Acquoy · Beesd · Buurmalsen (deels) · Deil · Enspijk · Est · Gellicum · Haaften · Heesselt · Hellouw · Herwijnen · Meteren · Neerijnen · Ophemert · Opijnen · Rhenoy · Rumpt · Spijk · Tricht · Tuil · Varik · Vuren · Waardenburg

Buurtschappen: Benedeneind · Boveneind · Diefdijk · Friezenwijk · Hattelaar · Hucht · Kerkeneind · Leuven · Mark · Pijpekast · 't Rot · Snelleveld · Vogelswerf · Zennewijnen (deels)

Gelderland: Steden en dorpen in Gelderland      Nederland: Provincies · Gemeenten